# Glacier du Gorner
Le glacier du Gorner (Gornergletscher en allemand) se trouve en Suisse dans le canton du Valais. Situé sur le massif du mont Rose au sud-est de Zermatt, le glacier du Gorner, avec ses 14 kilomètres, est le troisième plus long de Suisse après le glacier d'Aletsch et le glacier de Fiesch. Sa largeur atteint 1 à 1,5 kilomètre et il couvre une superficie de 68 km2, le plaçant ainsi au second rang alpin en termes de surface après Aletsch. Il est surplombé par le Gornergrat qui offre un panorama sur plus de 20 sommets des Alpes de plus de 4 000 mètres d'altitude.

## Géographie

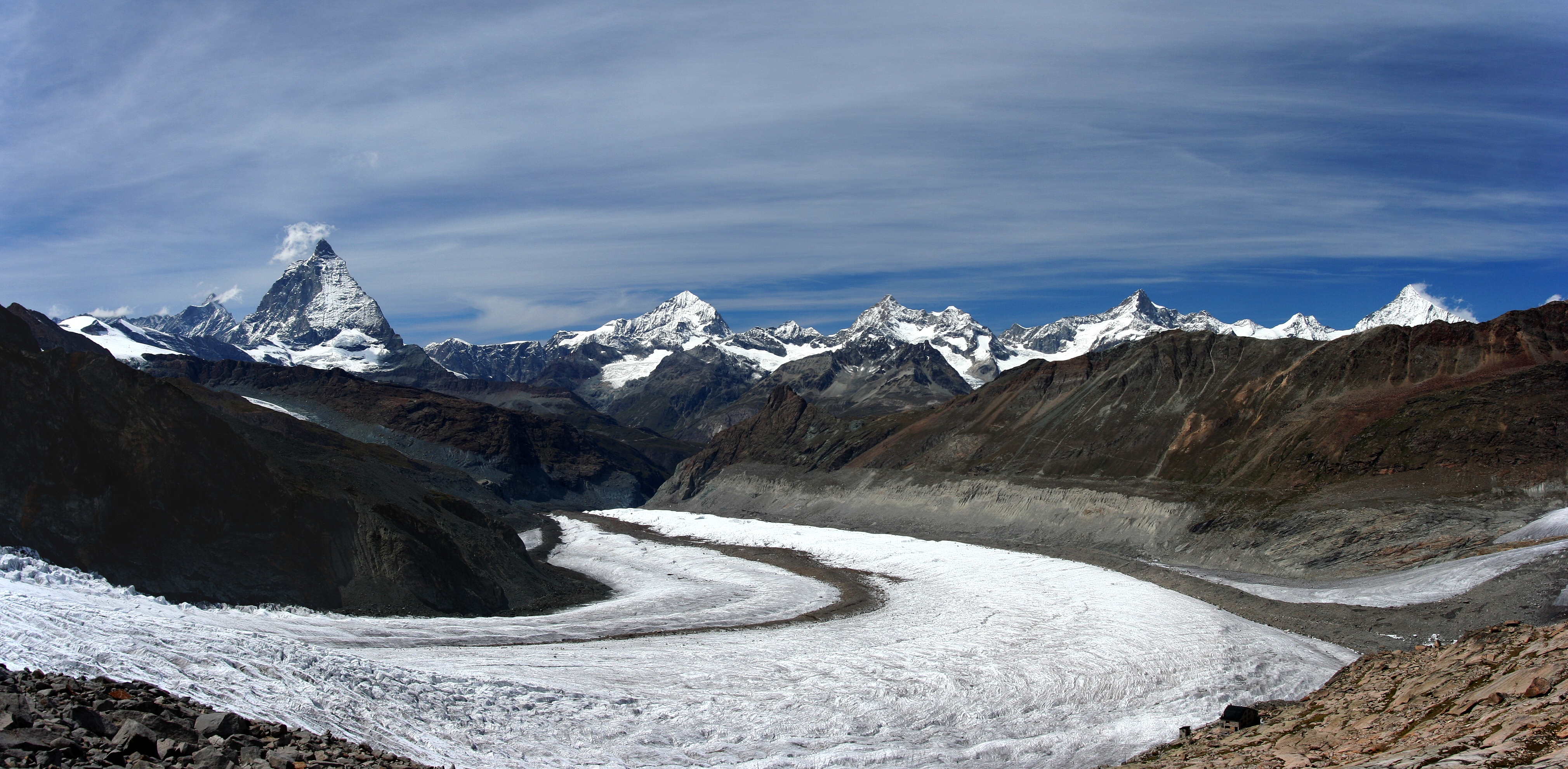
Le glacier du Gorner (à droite puis au centre) rejoint par le glacier de Grenz (à gauche). Au fond, de gauche à droite : la dent d'Hérens, le Cervin, la dent Blanche, l'Ober Gabelhorn et la Wellenkuppe, Zinalrothorn et Weisshorn.

Le glacier du Gorner est constitué de plusieurs glaciers. Le principal glacier est le glacier de Grenz (Grenzgletscher, le glacier de la frontière) qui prend son départ sous la pointe Gnifetti (4 554 m) au sud de la pointe Dufour. Ce glacier s'écoule ensuite vers le nord-ouest au pied de la face nord du Liskamm. Au nord de la pointe Dufour, sur la crête du Weissgrat (entre 3 600 et 4 000 m environ), le glacier du Gorner à proprement parler commence. Il suit le flanc sud du Stockhorn et du Gornergrat en direction de l'ouest avec une pente d'environ 18 %. Après 7 km environ, il est rejoint par le Grenzgletscher à une altitude d'environ 2 400 m, et conserve son nom. À environ deux cents mètres en altitude au-dessus de la jonction, au sud-est, se trouvent deux petits lacs de montagne (2 599 mètres) qui récoltent les eaux du glacier du Mont Rose (Monte Rosa Gletscher). Ce dernier est lié sur quasiment toute sa longueur (4 km) au glacier de Grenz, et plus au nord rejoint également le glacier du Gorner (à une altitude voisine de 3 000 m).
Le massif du Breithorn au sud-ouest du regroupement actuel des deux glaciers est à l'origine d'autres glaciers qui finissent leur descente sur la zone occupée par la partie inférieure du glacier du Gorner. D'est en ouest, on trouve le glacier des Jumeaux (Zwillings Gletscher) qui est en contact avec le glacier de Grenz et part depuis les sommets Castor (4 223 m) et Pollux (4 092 m), le glacier Noir (Schwärze Gletscher) et le glacier du Breithorn. Encore plus à l'ouest, près du Petit Cervin, le glacier de Trifji (Triftjigletscher) et le glacier Inférieur du Théodule (Unterer Theodulgletscher) empruntent un itinéraire en direction du nord-nord-est avant de terminer leur course environ un kilomètre en amont de la langue glaciaire : la jonction des glaciers ne se fait plus. La langue du glacier du Gorner se trouve à l'ouest du Riffelhorn (2 928 m) à une altitude d'environ 2 200 mètres. Elle donne naissance à la Gornera, une rivière qui s'écoule vers Zermatt puis rejoint d'autres torrents avant de finir dans le lit de la Matter Vispa, laquelle rejoint à son tour le Rhône en plaine.

## Évolution

Évolution du glacier en mètres. En vert, les différences de longueur cumulées. En rouge, les variations de longueur annuelles.